# Eudorylaimus balticus
Eudorylaimus balticus är en rundmaskart. Eudorylaimus balticus ingår i släktet Eudorylaimus, och familjen Qudsianematidae. Arten är reproducerande i Sverige.